# Leonid Apollonovič Verchovcev
Leonid Apollonovič Verchovcev, in russo Леонид Аполлонович Верховцев? (Mosca, 18 marzo 1843 – Mosca, 18 luglio 1903), è stato un diplomatico e funzionario russo.

## Biografia
Membro di una nobile famiglia della provincia di Mosca, Leonid nacque nella città russa nel 1843.
Laureato presso la facoltà di fisica e matematica dell'Università di Mosca con un dottorato di ricerca in Scienze Naturali, dal 5 marzo 1864 divenne membro della Società Imperiale di Agricoltura di Mosca. Si associò in seguito anche alla Società imperiale degli amanti delle Scienze Naturali (15 ottobre 1866) e della Società Imperiale di economia libera (7 novembre 1868).
Fu diplomatico russo in Francia, Regno Unito, Impero austro-ungarico, Prussia, Italia, Stati Uniti, Belgio, Svizzera, Danimarca e Paesi Bassi, in particolare in occasione delle esposizioni universali e per studiare le capacità tecniche dei differenti artigianati. Il 30 agosto 1891 venne nominato consigliere privato dello zar. Nel 1896 fu tra gli organizzatori dell'esposizione panrussa che si tenne a Nižnij Novgorod.
Finanziò la ristampa dell'opera di Aleksandr Vasil'evič Viskovatov "Descrizione storica dell'abbigliamento e delle armi delle truppe russe".
Alla sua morte, venne sepolto nel cimitero del monastero di Simonov.